# Università di Addis Abeba
L'Università di Addis Abeba (precedentemente nota come Università Haile Selassie I) è un'università dell'Etiopia. Il nome dell'università è dal 1950 al 1962 collegio universitario di Addis Abeba e dal 1962 al 1975 Università Haile Selassie I.
L'Università ha sette campus: sei nella città di Addis Abeba e uno a Biscioftù. Ha anche sede in diverse città dell'Etiopia.